# Seznam pokémonů 3. generace
Třetí generace franšízy Pokémon je tvořena 135 fiktivními druhy bytostí, které byly představeny v roce 2002 ve videohrách pro herní konzoli Game Boy Advance, jejichž název zní Pokémon Ruby & Sapphire.
V následujícím seznamu je 135 pokémonů seřazeno dle jejich čísla v národním pokédexu. Prvním pokémonem je Treecko (252) a posledním Deoxys (386).

## Podoba a vývoj
Nintendo Life poznamenalo, že třetí řada Pokémona je velmi odlišná od původních dvou, protože téměř všech 135 pokémů – až na Azurilla a Wynauta – nemá žádný vztah k těm z předchozích generací. Na rozdíl od prvních dvou generací získali „startovní“ pokémoni Ruby a Sapphire ve své finální formě druhý typ, čímž získali širší škálu schopností. Pokémon Ruby & Sapphire mimo jiné obsahují dva „mytické“ pokémony, Jirachia a Deoxyse. Oba se ve hrách objevily, aby se shodovaly s jejich příslušnými anime filmy.
Hry Pokémon Ruby & Sapphire výrazně zvýšili počet „temných“ a „ocelových“ typů pokémonů v sérii, protože v předchozích generacích používalo tyto typy pouze několik pokémonů. Hardcore Gamer také poznamenal, že mnoho z nových pokémonů získalo „duální typ“, kdy pokémoni mají primární i sekundární typ. Ten nebyl zdaleka tak běžný ve hrách Red & Blue a Gold & Silver.

## Seznam pokémonů
Detaily o jménech, číslech v národním pokédexu, typech a evolucích pokémonů se nacházejí na internetovém pokédexu, který vytvořila společnost The Pokémon Company International.
- Pokémon Treecko, japonsky Kimori (キモリ). V národním pokédexu č. 252, v regionálním pokédexu Hoenn č. 1. Treecka si můžete zvolit jako svého prvního pokémona v Game Boy Advance - Pokémon Ruby, Sapphire či Emerald.
Typ:  travní
 Vývoj:  Treecko (od 16. úrovně) → Grovyle (od 36. úrovně) → Sceptile
- Pokémon Grovyle, japonsky Juptile (ジュプトル). V národním pokédexu č. 253, v regionálním pokédexu Hoenn č. 2. Žije v husté džungli. Při lovu své kořisti skáče z větve na větev.
Typ:  travní
Vývoj:  Treecko (od 16. úrovně) → Grovyle (od 36. úrovně) → Sceptile
- Pokémon Sceptile, japonsky Jukain (ジュカイン). V národním pokédexu č. 254, v regionálním pokédexu Hoenn č. 3.
Typ:  travní
Vývoj:  Treecko (od 16. úrovně) → Grovyle (od 36. úrovně) → Sceptile
- Pokémon Torchic, japonsky Achamo (アチャモ). V národním pokédexu č. 255, v regionálním pokédexu Hoenn č. 4. Torchica si můžete zvolit jako svého prvního pokémona v Game Boy Advance - Pokémon Ruby, Sapphire či Emerald.

Vypadá jako kuře. Uvnitř něj hoří oheň, je tedy velmi teplý na dotek. Dokáže vyslat ohnivou kouli o teplotě až 1 000 stupňů Celsia (cca 1 800 stupňů Fahrenheita). Na začátku hry ovládá útok Scratch (škrábnutí) a útok snižující protivníkovy schopnosti Growl, na 10. úrovni získá ohnivý útok Ember, na 16. úrovni Peck (klofnutí) a po vývinu v Combuskena se naučí útok Double kick (dvojitý kop).
Typ:  ohnivý
 Vývoj:  Torchic (od 16. úrovně) → Combusken (od 36. úrovně) → Blaziken
- Pokémon Combusken, japonsky Wakasyamo (ワカシャモ). V národním pokédexu č. 256, v regionálním pokédexu Hoenn č. 5. Vypadá jako pták. Díky svému mistrovství v kopech dokáže provést 10 kopů za sekundu. Vydává ostré výkřiky, kterými zastrašuje nepřátele. Na 16. úrovni se naučí bojový útok Double kick (dvojitý kop), na 17. létající útok Peck (klofnutí), na 28. bojový útok Bulk Up, který mu při použití zvyšuje jeho Attack a Defence (útok a obranu).
Typ:  ohnivý / bojový
 Vývoj:  Torchic (od 16. úrovně) → Combusken (od 36. úrovně) → Blaziken
- Pokémon Blaziken, japonsky Bursyamo (バシャーモ). V národním pokédexu č. 257, v regionálním pokédexu Hoenn č. 6.
Typ:  ohnivý / bojový
 Vývoj:  Torchic (od 16. úrovně) → Combusken (od 36. úrovně) → Blaziken
- Pokémon Mudkip, japonsky Mizugorou (ミズゴロウ). V národním pokédexu č. 258, v regionálním pokédexu Hoenn č. 7. Mudkipa si můžete zvolit jako svého prvního pokémona v Game Boy Advance - Pokémon Ruby, Sapphire či Emerald.
Typ:  vodní
 Vývoj:  Mudkip (od 16. úrovně) → Marshtomp (od 36. úrovně) → Swampert
- Pokémon Marshtomp, japonsky Numacraw (ヌマクロー). V národním pokédexu č. 259, v regionálním pokédexu Hoenn č. 8.
Typ:  vodní / zemní
 Vývoj:  Mudkip (od 16. úrovně) → Marshtomp (od 36. úrovně) → Swampert
- Pokémon Swampert, japonsky Laglarge (ラグラージ). V národním pokédexu č. 260, v regionálním pokédexu Hoenn č. 9.
Typ:  vodní / zemní
 Vývoj:  Mudkip (od 16. úrovně) → Marshtomp (od 36. úrovně) → Swampert
- Pokémon Poochyena, japonsky Pochiena (ポチエナ). V národním pokédexu č. 261, v regionálním pokédexu Hoenn č. 10. 
Typ:  temný
 Vývoj:  Poochyena (od 18. úrovně) → Mightyena
- Pokémon Mightyena, japonsky Guraena (グラエナ). V národním pokédexu č. 262, v regionálním pokédexu Hoenn č. 11. 
Typ:  temný
 Vývoj:  Poochyena (od 18. úrovně) → Mightyena
- Pokémon Zigzagoon, japonsky Ziguzaguma (ジグザグマ). V národním pokédexu č. 263, v regionálním pokédexu Hoenn č. 12. 
Typ:  normální
 Vývoj:  Zigzagoon (od 20. úrovně) → Linoone
- Pokémon Linoone, japonsky Massuguma (マッスグマ). V národním pokédexu č. 264, v regionálním pokédexu Hoenn č. 13. 
Typ:  normální
 Vývoj:  Zigzagoon (od 20. úrovně) → Linoone
- Pokémon Wurmple, japonsky Kemusso (ケムッソ). V národním pokédexu č. 265, v regionálním pokédexu Hoenn č. 14, v Sinnoh č. 48.
Typ:  hmyzí
 Vývoj:  Wurmple (od 7. úrovně) → Silcoon (od 10. úrovně) → Beautifly
nebo
Wurmple (od 7. úrovně) → Cascoon (od 10. úrovně) → Dustox
(ke kterému z výše uvedených vývojů dojde, je náhodné)
- Pokémon Silcoon, japonsky Karasalis (カラサリス). V národním pokédexu č. 266, v regionálním pokédexu Hoenn č. 15, v Sinnoh č. 49.
Typ:  hmyzí
 Vývoj:  Wurmple (od 7. úrovně) → Silcoon (od 10. úrovně) → Beautifly
- Pokémon Beautifly, japonsky Agehunt (アゲハント). V národním pokédexu č. 267, v regionálním pokédexu Hoenn č. 16, v Sinnoh č. 50.
Typ:  hmyzí / létající
 Vývoj:  Wurmple (od 7. úrovně) → Silcoon (od 10. úrovně) → Beautifly
- Pokémon Cascoon, japonsky Mayuld (マユルド). V národním pokédexu č. 268, v regionálním pokédexu Hoenn č. 17, v Sinnoh č. 51.
Typ:  hmyzí
 Vývoj:  Wurmple (od 7. úrovně) → Cascoon (od 10. úrovně) → Dustox
- Pokémon Dustox, japonsky Dokucale (ドクケイル). V národním pokédexu č. 269, v regionálním pokédexu Hoenn č. 18, v Sinnoh č. 52.
Typ:  hmyzí / jedovatý
 Vývoj:  Wurmple (od 7. úrovně) → Cascoon (od 10. úrovně) → Dustox
- Pokémon Lotad, japonsky Hassboh (ハスボー). V národním pokédexu č. 270, v regionálním pokédexu Hoenn č. 19.
Typ:  vodní / travní
 Vývoj:  Lotad (od 14. úrovně) → Lombre (pomocí předmětu Water Stone) → Ludicolo
- Pokémon Lombre, japonsky Hasubrero (ハスブレロ). V národním pokédexu č. 271, v regionálním pokédexu Hoenn č. 20.
Typ:  vodní / travní
 Vývoj:  Lotad (od 14. úrovně) → Lombre (pomocí předmětu Water Stone) → Ludicolo
- Pokémon Ludicolo, japonsky Runpappa (ルンパッパ). V národním pokédexu č. 272, v regionálním pokédexu Hoenn č. 21.
Typ:  vodní / travní
 Vývoj:  Lotad (od 14. úrovně) → Lombre (pomocí předmětu Water Stone) → Ludicolo
- Pokémon Seedot, japonsky Taneboh (タネボー). V národním pokédexu č. 273, v regionálním pokédexu Hoenn č. 22.
Typ:  travní
 Vývoj:  Seedot (od 14. úrovně) → Nuzleaf (pomocí předmětu Leaf Stone) → Shiftry
- Pokémon Nuzleaf, japonsky Konohana (コノハナ). V národním pokédexu č. 274, v regionálním pokédexu Hoenn č. 23.
Typ:  travní / temný
 Vývoj:  Seedot (od 14. úrovně) → Nuzleaf (pomocí předmětu Leaf Stone) → Shiftry
- Pokémon Shiftry, japonsky Dirteng (ダーテング). V národním pokédexu č. 275, v regionálním pokédexu Hoenn č. 24.
Typ:  travní / temný
 Vývoj:  Seedot (od 14. úrovně) → Nuzleaf (pomocí předmětu Leaf Stone) → Shiftry
- Pokémon Taillow, japonsky Subame (スバメ). V národním pokédexu č. 276, v regionálním pokédexu Hoenn č. 25.
Typ:  normální / létající
 Vývoj:  Taillow (od 22. úrovně) → Swellow
- Pokémon Swellow, japonsky Ohsubame (オオスバメ). V národním pokédexu č. 277, v regionálním pokédexu Hoenn č. 26.
Typ:  normální / létající
 Vývoj:  Taillow (od 22. úrovně) → Swellow
- Pokémon Wingull, japonsky Camome (キャモメ). V národním pokédexu č. 278, v regionálním pokédexu Hoenn č. 27, v Sinnoh č. 119.
Typ:  vodní / létající
 Vývoj:  Wingull (od 25. úrovně) → Pelipper
- Pokémon Pelipper, japonsky Pelipper (ペリッパー). V národním pokédexu č. 279, v regionálním pokédexu Hoenn č. 27, v Sinnoh č. 119.
Typ:  vodní / létající
 Vývoj:  Wingull (od 25. úrovně) → Pelipper
- Pokémon Ralts, japonsky Ralts (ラルトス). V národním pokédexu č. 280, v regionálním pokédexu Hoenn č. 29, v Sinnoh č. 157 (v Pokémon Platinum).
Typ:  psychický
 Vývoj:  Ralts (od 20. úrovně) → Kirlia (pomocí předmětu Dawn Stone, pokud je pokémon mužského pohlaví) → Gallade
nebo
Ralts (od 20. úrovně) → Kirlia (od 30. úrovně) → Gardevoir
- Pokémon Kirlia, japonsky Kirlia (キルリア). V národním pokédexu č. 281, v regionálním pokédexu Hoenn č. 30, v Sinnoh č. 158 (v Pokémon Platinum).
Typ:  psychický
 Vývoj:  Ralts (od 20. úrovně) → Kirlia (pomocí předmětu Dawn Stone, pokud je pokémon mužského pohlaví) → Gallade
nebo
Ralts (od 20. úrovně) → Kirlia (od 30. úrovně) → Gardevoir
- Pokémon Gardevoir, japonsky Sirnight (サーナイト). V národním pokédexu č. 282, v regionálním pokédexu Hoenn č. 31, v Sinnoh č. 159 (v Pokémon Platinum).
Typ:  psychický
 Vývoj:  Ralts (od 20. úrovně) → Kirlia (pomocí předmětu Dawn Stone, pokud je pokémon mužského pohlaví) → Gallade
nebo
Ralts (od 20. úrovně) → Kirlia (od 30. úrovně) → Gardevoir
- Pokémon Surskit, japonsky Ametama (アメタマ). V národním pokédexu č. 283, v regionálním pokédexu Hoenn č. 32. 
Typ:  hmyzí / vodní
 Vývoj:  Surskit (od 22. úrovně) → Masquerain
- Pokémon Masquerain, japonsky Amemoth (アメモース). V národním pokédexu č. 284, v regionálním pokédexu Hoenn č. 33. 
Typ:  hmyzí / létající
 Vývoj:  Surskit (od 22. úrovně) → Masquerain
- Pokémon Shroomish, japonsky Kinococo (キノココ). V národním pokédexu č. 285, v regionálním pokédexu Hoenn č. 34. 
Typ:  travní
 Vývoj:  Shroomish (od 23. úrovně) → Breloom
- Pokémon Breloom, japonsky Kinogassa (キノガッサ). V národním pokédexu č. 286, v regionálním pokédexu Hoenn č. 35. 
Typ:  travní / bojový
 Vývoj:  Shroomish (od 23. úrovně) → Breloom
- Pokémon Slakoth, japonsky Namakero (ナマケロ). V národním pokédexu č. 287, v regionálním pokédexu Hoenn č. 36. 
Typ:  normální
 Vývoj:  Slakoth (od 18. úrovně) → Vigoroth (od 36. úrovně) → Slaking
- Pokémon Vigoroth, japonsky Yarukimono (ヤルキモノ). V národním pokédexu č. 288, v regionálním pokédexu Hoenn č. 37. 
Typ:  normální
 Vývoj:  Slakoth (od 18. úrovně) → Vigoroth (od 36. úrovně) → Slaking
- Pokémon Slaking, japonsky Kekking (ケッキング). V národním pokédexu č. 289, v regionálním pokédexu Hoenn č. 38. 
Typ:  normální
 Vývoj:  Slakoth (od 18. úrovně) → Vigoroth (od 36. úrovně) → Slaking
- Pokémon Nincada, japonsky Tutinin (ツチニン). V národním pokédexu č. 290, v regionálním pokédexu Hoenn č. 42. 
Typ:  hmyzí / zemní
 Vývoj:  Nincada (od 20. úrovně) → Ninjask (současně s touto proměnou získá hráč, pokud má u sebe méně než 6 pokémonů, i pokémona Shedinja)
- Pokémon Ninjask, japonsky Tekkanin (テッカニン). V národním pokédexu č. 291, v regionálním pokédexu Hoenn č. 43. 
Typ:  hmyzí / létající
 Vývoj:  Nincada (od 20. úrovně) → Ninjask (současně s touto proměnou získá hráč, pokud má u sebe méně než 6 pokémonů, i pokémona Shedinja)
- Pokémon Shedinja, japonsky Nukenin (ヌケニン). V národním pokédexu č. 292, v regionálním pokédexu Hoenn č. 44. 
Typ:  hmyzí / duší
 Vývoj:  Nincada (od 20. úrovně) → Ninjask (současně s touto proměnou získá hráč, pokud má u sebe méně než 6 pokémonů, i pokémona Shedinja)
- Pokémon Whismur, japonsky Gonyonyo (ゴニョニョ). V národním pokédexu č. 293, v regionálním pokédexu Hoenn č. 45. 
Typ:  normální
 Vývoj:  Whismur (od 20. úrovně) → Loudred (od 40. úrovně) → Exploud
- Pokémon Loudred, japonsky Dogohmb (ドゴーム). V národním pokédexu č. 294, v regionálním pokédexu Hoenn č. 46. 
Typ:  normální
 Vývoj:  Whismur (od 20. úrovně) → Loudred (od 40. úrovně) → Exploud
- Pokémon Exploud, japonsky Bakuong (バクオング). V národním pokédexu č. 295, v regionálním pokédexu Hoenn č. 47. 
Typ:  normální
 Vývoj:  Whismur (od 20. úrovně) → Loudred (od 40. úrovně) → Exploud
- Pokémon Makuhita, japonsky Makunoshita (マクノシタ). V národním pokédexu č. 296, v regionálním pokédexu Hoenn č. 48. 
Typ:  bojový
 Vývoj:  Makuhita (od 24. úrovně) → Hariyama
- Pokémon Hariyama, japonsky Hariteyama (ハリテヤマ). V národním pokédexu č. 297, v regionálním pokédexu Hoenn č. 49. 
Typ:  bojový
 Vývoj:  Makuhita (od 24. úrovně) → Hariyama
- Pokémon Azurill, japonsky Ruriri (ルリリ). V národním pokédexu č. 298, v regionálním pokédexu Hoenn č. 54, v Sinnoh č. 124.
Typ:  normální
 Vývoj:  Azurill (po zvýšení úrovně, pokud má stav Happiness na maximu) → Marill (od 18. úrovně) → Azumarill
- Pokémon Nosepass, japonsky Nosepass (ノズパス). V národním pokédexu č. 299, v regionálním pokédexu Hoenn č. 60, v Sinnoh č. 155 (v Pokémon Platinum).
Typ:  kamenný
 Vývoj:  Nosepass (po zvýšení úrovně v lokaci Mt.Coronet nebo Chargestone Cave) → Probopass
- Pokémon Skitty, japonsky Eneco (エネコ). V národním pokédexu č. 300, v regionálním pokédexu Hoenn č. 61. 
Typ:  normální
 Vývoj:  Skitty (pomocí předmětu Moon Stone) → Delcatty
- Pokémon Delcatty, japonsky Enekororo (エネコロロ). V národním pokédexu č. 301, v regionálním pokédexu Hoenn č. 62. 
Typ:  normální
 Vývoj:  Skitty (pomocí předmětu Moon Stone) → Delcatty
- Pokémon Sableye, japonsky Yamirami (ヤミラミ). V národním pokédexu č. 302, v regionálním pokédexu Hoenn č. 68. 
Typ:  temný / duší
 Vývoj: –
- Pokémon Mawile, japonsky Kucheat (クチート). V národním pokédexu č. 303, v regionálním pokédexu Hoenn č. 69. 
Typ:  ocelový
 Vývoj: –
- Pokémon Aron, japonsky Cokodora (ココドラ). V národním pokédexu č. 304, v regionálním pokédexu Hoenn č. 70. 
Typ:  ocelový / kamenný
 Vývoj:  Aron (od 32. úrovně) → Lairon (od 42. úrovně) → Aggron
- Pokémon Lairon, japonsky Kodora (コドラ). V národním pokédexu č. 305, v regionálním pokédexu Hoenn č. 71. 
Typ:  ocelový / kamenný
 Vývoj:  Aron (od 32. úrovně) → Lairon (od 42. úrovně) → Aggron
- Pokémon Aggron, japonsky Bossgodora (ボスゴドラ). V národním pokédexu č. 306, v regionálním pokédexu Hoenn č. 72. Aggron je finální evolucí pro Arona, může však dosáhnout megaevoluce. Je to ocelový a zároveň kamenný pokemon. V seriálu můžeme od Aggrona vidět několik silných útoků nejen typu kamenného a ocelového ale i například elektrického a hyper paprsek.
Typ:  ocelový / kamenný
 Vývoj:  Aron (od 32. úrovně) → Lairon (od 42. úrovně) → Aggron
- Pokémon Meditite, japonsky Asanan (アサナン). V národním pokédexu č. 307, v regionálním pokédexu Hoenn č. 76, v Sinnoh č. 86.
Typ:  bojový / psychický
 Vývoj:  Meditite (od 37. úrovně) → Medicham
- Pokémon Medicham, japonsky Charem (チャーレム). V národním pokédexu č. 308, v regionálním pokédexu Hoenn č. 77, v Sinnoh č. 87.
Typ:  bojový / psychický
 Vývoj:  Meditite (od 37. úrovně) → Medicham
- Pokémon Electrike, japonsky Rakurai (ラクライ). V národním pokédexu č. 309, v regionálním pokédexu Hoenn č. 78. 
Typ:  elektrický
 Vývoj:  Electrike (od 26. úrovně) → Manectric
- Pokémon Manectric, japonsky Livolt (ライボルト). V národním pokédexu č. 310, v regionálním pokédexu Hoenn č. 79.
Typ:  elektrický
 Vývoj:  Electrike (od 26. úrovně) → Manectric
- Pokémon Plusle, japonsky Prasle (プラスル). V národním pokédexu č. 311, v regionálním pokédexu Hoenn č. 80.
Typ:  elektrický
 Vývoj: –
- Pokémon Minun, japonsky Minun (マイナン). V národním pokédexu č. 312, v regionálním pokédexu Hoenn č. 81.
Typ:  elektrický
 Vývoj: –
- Pokémon Volbeat, japonsky Barubeat (バルビート). V národním pokédexu č. 313, v regionálním pokédexu Hoenn č. 86.
Typ:  hmyzí
 Vývoj: –
- Pokémon Illumise, japonsky Illumise (イルミーゼ). V národním pokédexu č. 314, v regionálním pokédexu Hoenn č. 87.
Typ:  hmyzí
 Vývoj: –
- Pokémon Roselia, japonsky Roselia (ロゼリア). V národním pokédexu č. 315, v regionálním pokédexu Hoenn č. 94, v Sinnoh č. 26. 
Typ:  travní / jedovatý 
 Vývoj:  Budew (po zvýšení úrovně, v denní době, pokud má stav Happiness na maximu) → Roselia (pomocí předmětu Shiny Stone) → Roserade
- Pokémon Gulpin, japonsky Gokulin (ゴクリン). V národním pokédexu č. 316, v regionálním pokédexu Hoenn č. 95. 
Typ:  jedovatý
 Vývoj:  Gulpin (od 26. úrovně) → Swalot
- Pokémon Swalot, japonsky Marunoom (マルノーム). V národním pokédexu č. 317, v regionálním pokédexu Hoenn č. 96. 
Typ:  jedovatý
 Vývoj:  Gulpin (od 26. úrovně) → Swalot
- Pokémon Carvanha, japonsky Kibanha (キバニア). V národním pokédexu č. 318, v regionálním pokédexu Hoenn č. 97. 
Typ:  vodní / temný
 Vývoj:  Carvanha (od 30. úrovně) → Sharpedo
- Pokémon Sharpedo, japonsky Samehader (サメハダー). V národním pokédexu č. 319, v regionálním pokédexu Hoenn č. 98. 
Typ:  vodní / temný
 Vývoj:  Carvanha (od 30. úrovně) → Sharpedo
- Pokémon Wailmer, japonsky Hoeruko (ホエルコ). V národním pokédexu č. 320, v regionálním pokédexu Hoenn č. 99. 
Typ:  vodní
 Vývoj:  Wailmer (od 40. úrovně) → Wailord
- Pokémon Wailord, japonsky Whaloh (ホエルオー). V národním pokédexu č. 321, v regionálním pokédexu Hoenn č. 100. 
Typ:  vodní
 Vývoj:  Wailmer (od 40. úrovně) → Wailord
- Pokémon Numel, japonsky Donmel (ドンメル). V národním pokédexu č. 322, v regionálním pokédexu Hoenn č. 101. 
Typ:  ohnivý / zemní
 Vývoj:  Numel (od 33. úrovně) → Camerupt
- Pokémon Camerupt, japonsky Bakuuda (バクーダ). V národním pokédexu č. 323, v regionálním pokédexu Hoenn č. 102. 
Typ:  ohnivý / zemní
 Vývoj:  Numel (od 33. úrovně) → Camerupt
- Pokémon Torkoal, japonsky Cotoise (コータス). V národním pokédexu č. 324, v regionálním pokédexu Hoenn č. 105. 
Typ:  ohnivý
 Vývoj: -
- Pokémon Spoink, japonsky Baneboo (バネブー). V národním pokédexu č. 325, v regionálním pokédexu Hoenn č. 110. 
Typ:  psychický
 Vývoj:  Spoink (od 32. úrovně) → Grumpig
- Pokémon Grumpig, japonsky Boopig (ブーピッグ). V národním pokédexu č. 326, v regionálním pokédexu Hoenn č. 111. 
Typ:  psychický
 Vývoj:  Spoink (od 32. úrovně) → Grumpig
- Pokémon Spinda, japonsky Patcheel (パッチール). V národním pokédexu č. 327, v regionálním pokédexu Hoenn č. 114. 
Typ:  normální
 Vývoj: -
- Pokémon Trapinch, japonsky Nuckrar (ナックラー). V národním pokédexu č. 328, v regionálním pokédexu Hoenn č. 116. 
Typ:  zemní
 Vývoj:  Trapinch (od 35. úrovně) → Vibrava (od 45. úrovně) → Flygon
- Pokémon Vibrava, japonsky Vibrava (ビブラーバ). V národním pokédexu č. 329, v regionálním pokédexu Hoenn č. 117. 
Typ:  zemní / dračí
 Vývoj:  Trapinch (od 35. úrovně) → Vibrava (od 45. úrovně) → Flygon
- Pokémon Flygon, japonsky Flygon (フライゴン). V národním pokédexu č. 330, v regionálním pokédexu Hoenn č. 118. 
Typ:  zemní / dračí
 Vývoj:  Trapinch (od 35. úrovně) → Vibrava (od 45. úrovně) → Flygon
- Pokémon Cacnea, japonsky Sabonea (サボネア). V národním pokédexu č. 331, v regionálním pokédexu Hoenn č. 119. 
Typ:  travní
 Vývoj:  Cacnea (od 32. úrovně) → Cacturne
- Pokémon Cacturne, japonsky Noctus (ノクタス). V národním pokédexu č. 332, v regionálním pokédexu Hoenn č. 120. 
Typ:  travní / temný
 Vývoj:  Cacnea (od 32. úrovně) → Cacturne
- Pokémon Swablu, japonsky Tyltto (チルット). V národním pokédexu č. 333, v regionálním pokédexu Hoenn č. 121, v Sinnoh č. 171 (v Pokémon Platinum).
Typ:  normální / létající
 Vývoj:  Swablu (od 35. úrovně) → Altaria
- Pokémon Altaria, japonsky Tyltalis (チルタリス). V národním pokédexu č. 334, v regionálním pokédexu Hoenn č. 122, v Sinnoh č. 172 (v Pokémon Platinum).
Typ:  dračí / létající
 Vývoj:  Swablu (od 35. úrovně) → Altaria
- Pokémon Zangoose, japonsky Zangoose (ザングース). V národním pokédexu č. 335, v regionálním pokédexu Hoenn č. 123. 
Typ:  normální
 Vývoj: -
- Pokémon Seviper, japonsky Habunake (ハブネーク). V národním pokédexu č. 336, v regionálním pokédexu Hoenn č. 124. 
Typ:  jedovatý
 Vývoj: -
- Pokémon Lunatone, japonsky Lunatone (ルナトーン). V národním pokédexu č. 337, v regionálním pokédexu Hoenn č. 125. 
Typ:  kamenný / psychický
 Vývoj: -
- Pokémon Solrock, japonsky Solrock (ソルロック). V národním pokédexu č. 338, v regionálním pokédexu Hoenn č. 126. 
Typ:  kamenný / psychický
 Vývoj: -
- Pokémon Barboach, japonsky Dojoach (ドジョッチ). V národním pokédexu č. 339, v regionálním pokédexu Hoenn č. 127, v Sinnoh č. 80.
Typ:  vodní / zemní
 Vývoj:  Barboach (od 30. úrovně) → Whiscash
- Pokémon Whiscash, japonsky Namazun (ナマズン). V národním pokédexu č. 340, v regionálním pokédexu Hoenn č. 128, v Sinnoh č. 81.
Typ:  vodní / zemní
 Vývoj:  Barboach (od 30. úrovně) → Whiscash
- Pokémon Corphish, japonsky Heigani (ヘイガニ). V národním pokédexu č. 341, v regionálním pokédexu Hoenn č. 129. 
Typ:  vodní
 Vývoj:  Corphish (od 30. úrovně) → Crawdaunt
- Pokémon Crawdaunt, japonsky Shizariger (シザリガー). V národním pokédexu č. 342, v regionálním pokédexu Hoenn č. 130. 
Typ:  vodní / temný
 Vývoj:  Corphish (od 30. úrovně) → Crawdaunt
- Pokémon Baltoy, japonsky Yajilon (ヤジロン). V národním pokédexu č. 343, v regionálním pokédexu Hoenn č. 131. 
Typ:  zemní / psychický
 Vývoj:  Baltoy (od 36. úrovně) → Claydol
- Pokémon Claydol, japonsky Nendoll (ネンドール). V národním pokédexu č. 344, v regionálním pokédexu Hoenn č. 132. 
Typ:  zemní / psychický
 Vývoj:  Baltoy (od 36. úrovně) → Claydol
- Pokémon Lileep, japonsky Lilyla (リリーラ). V národním pokédexu č. 345, v regionálním pokédexu Hoenn č. 133. 
Typ:  kamenný / travní
 Vývoj:  Lileep (od 40. úrovně) → Cradily
- Pokémon Cradily, japonsky Yuradle (ユレイドル). V národním pokédexu č. 346, v regionálním pokédexu Hoenn č. 134. 
Typ:  kamenný / travní
 Vývoj:  Lileep (od 40. úrovně) → Cradily
- Pokémon Anorith, japonsky Anopth (アノプス). V národním pokédexu č. 347, v regionálním pokédexu Hoenn č. 135. 
Typ:  kamenný / hmyzí
 Vývoj:  Anorith (od 40. úrovně) → Armaldo
- Pokémon Armaldo, japonsky Armaldo (アーマルド). V národním pokédexu č. 348, v regionálním pokédexu Hoenn č. 136. 
Typ:  kamenný / hmyzí
 Vývoj:  Anorith (od 40. úrovně) → Armaldo
- Pokémon Feebas, japonsky Hinbass (ヒンバス). V národním pokédexu č. 349, v regionálním pokédexu Hoenn č. 140, v Sinnoh č. 138.
Typ:  vodní
 Vývoj:  Feebas (při výměně, pokud má pokémon u sebe předmět Prism Scale nebo po zvýšení úrovně, pokud má stav Beauty na maximu) → Milotic
- Pokémon Milotic, japonsky Milokaross (ミロカロス). V národním pokédexu č. 350, v regionálním pokédexu Hoenn č. 141, v Sinnoh č. 139.
Typ:  vodní
 Vývoj:  Feebas (při výměně, pokud má pokémon u sebe předmět Prism Scale nebo po zvýšení úrovně, pokud má stav Beauty na maximu) → Milotic
- Pokémon Castform, japonsky Powalen (ポワルン). V národním pokédexu č. 351, v regionálním pokédexu Hoenn č. 142. 
Typ:  normální, ohnivý, vodní nebo ledový (podle formy do které se promění v závislosti na počasí)
 Vývoj: -
- Pokémon Kecleon, japonsky Kakureon (カクレオン). V národním pokédexu č. 352, v regionálním pokédexu Hoenn č. 145. 
Typ:  normální
 Vývoj: -
- Pokémon Shuppet, japonsky Kagebouzu (カゲボウズ). V národním pokédexu č. 353, v regionálním pokédexu Hoenn č. 146. 
Typ:  duší
 Vývoj:  Shuppet (od 37. úrovně) → Banette
- Pokémon Banette, japonsky Juppeta (ジュペッタ). V národním pokédexu č. 354, v regionálním pokédexu Hoenn č. 147. 
Typ:  duší
 Vývoj:  Shuppet (od 37. úrovně) → Banette
- Pokémon Duskull, japonsky Yomawaru (ヨマワル). V národním pokédexu č. 355, v regionálním pokédexu Hoenn č. 148, v Sinnoh č. 189 (v Pokémon Platinum).
Typ:  duší
 Vývoj:  Duskull (od 37. úrovně) → Dusclops (při výměně, pokud má pokémon u sebe předmět Reaper Cloth) → Dusknoir
- Pokémon Dusclops, japonsky Samayouru (サマヨール). V národním pokédexu č. 356, v regionálním pokédexu Hoenn č. 149, v Sinnoh č. 190 (v Pokémon Platinum).
Typ:  duší
 Vývoj:  Duskull (od 37. úrovně) → Dusclops (při výměně, pokud má pokémon u sebe předmět Reaper Cloth) → Dusknoir
- Pokémon Tropius, japonsky Tropius (トロピウス). V národním pokédexu č. 357, v regionálním pokédexu Hoenn č. 150, v Sinnoh č. 185 (v Pokémon Platinum).
Typ:  travní / létající
 Vývoj: -
- Pokémon Chimecho, japonsky Chirean (チリーン). V národním pokédexu č. 358, v regionálním pokédexu Hoenn č. 151, v Sinnoh č. 83.
Typ:  psychický
 Vývoj:  Chingling (po zvýšení úrovně, v noční době, pokud má stav Happiness na maximu) → Chimecho
- Pokémon Absol, japonsky Absol (アブソル). V národním pokédexu č. 359, v regionálním pokédexu Hoenn č. 152, v Sinnoh č. 209 (v Pokémon Platinum).
Typ:  temný
 Vývoj: -
- Pokémon Wynaut, japonsky Sohnano (ソーナノ). V národním pokédexu č. 360, v regionálním pokédexu Hoenn č. 160. 
Typ:  psychický
 Vývoj:  Wynaut (od 15. úrovně) → Wobbuffet
- Pokémon Snorunt, japonsky Yukiwarashi (ユキワラシ). V národním pokédexu č. 361, v regionálním pokédexu Hoenn č. 171, v Sinnoh č. 206 (v Pokémon Platinum).
Typ:  ledový
 Vývoj:  Snorunt (pomocí předmětu Dawn Stone, pokud je pokémon ženského pohlaví) → Froslass
nebo
Snorunt (od 42. úrovně) → Glalie
- Pokémon Glalie, japonsky Onigohri (オニゴーリ). V národním pokédexu č. 362, v regionálním pokédexu Hoenn č. 172, v Sinnoh č. 207 (v Pokémon Platinum).
Typ:  ledový
 Vývoj:  Snorunt (od 42. úrovně) → Glalie
- Pokémon Spheal, japonsky Tamazarashi (タマザラシ). V národním pokédexu č. 363, v regionálním pokédexu Hoenn č. 173. 
Typ:  ledový / vodní
 Vývoj:  Spheal (od 32. úrovně) → Sealeo (od 44. úrovně) → Walrein
- Pokémon Sealeo, japonsky Todoggler (トドグラー). V národním pokédexu č. 364, v regionálním pokédexu Hoenn č. 174. 
Typ:  ledový / vodní
 Vývoj:  Spheal (od 32. úrovně) → Sealeo (od 44. úrovně) → Walrein
- Pokémon Walrein, japonsky Todoseruga (トドゼルガ). V národním pokédexu č. 365, v regionálním pokédexu Hoenn č. 175. 
Typ:  ledový / vodní
 Vývoj:  Spheal (od 32. úrovně) → Sealeo (od 44. úrovně) → Walrein
- Pokémon Clamperl, japonsky Pearlulu (パールル). V národním pokédexu č. 366, v regionálním pokédexu Hoenn č. 176. 
Typ:  vodní
Vývoj:  Clamperl (při výměně, pokud má pokémon u sebe předmět DeepSeaTooth) → Huntail
nebo
Clamperl (při výměně, pokud má pokémon u sebe předmět DeepSeaScale) → Gorebyss
- Pokémon Huntail, japonsky Huntail (ハンテール). V národním pokédexu č. 367, v regionálním pokédexu Hoenn č. 177. 
Typ:  vodní
Vývoj:  Clamperl (při výměně, pokud má pokémon u sebe předmět DeepSeaTooth) → Huntail
- Pokémon Gorebyss, japonsky Sakurabyss (サクラビス). V národním pokédexu č. 368, v regionálním pokédexu Hoenn č. 178. 
Typ:  vodní
Vývoj:  Clamperl (při výměně, pokud má pokémon u sebe předmět DeepSeaScale) → Gorebyss
- Pokémon Relicanth, japonsky Glanth (ジーランス). V národním pokédexu č. 369, v regionálním pokédexu Hoenn č. 179. 
Typ:  vodní / kamenný
Vývoj: -
- Pokémon Luvdisc, japonsky Lovecus (ラブカス). V národním pokédexu č. 370, v regionálním pokédexu Hoenn č. 183. 
Typ:  vodní
Vývoj: -
- Pokémon Bagon, japonsky Tatsubay (タツベイ). V národním pokédexu č. 371, v regionálním pokédexu Hoenn č. 187. 
Typ:  dračí
 Vývoj:  Bagon (od 30. úrovně) → Shelgon (od 50. úrovně) → Salamence
- Pokémon Shelgon, japonsky Komoruu (コモルー). V národním pokédexu č. 372, v regionálním pokédexu Hoenn č. 188. 
Typ:  dračí
 Vývoj:  Bagon (od 30. úrovně) → Shelgon (od 50. úrovně) → Salamence
- Pokémon Salamence, japonsky Bohmander (ボーマンダ). V národním pokédexu č. 373, v regionálním pokédexu Hoenn č. 189. 
Typ:  dračí / létající
 Vývoj:  Bagon (od 30. úrovně) → Shelgon (od 50. úrovně) → Salamence
- Pokémon Beldum, japonsky Dumbber (ダンバル). V národním pokédexu č. 374, v regionálním pokédexu Hoenn č. 190. 
Typ:  ocelový / psychický
 Vývoj:  Beldum (od 20. úrovně) → Metang (od 45. úrovně) → Metagross
- Pokémon Metang, japonsky Metang (メタング). V národním pokédexu č. 375, v regionálním pokédexu Hoenn č. 191. 
Typ:  ocelový / psychický
 Vývoj:  Beldum (od 20. úrovně) → Metang (od 45. úrovně) → Metagross
- Pokémon Metagross, japonsky Metagross (メタグロス). V národním pokédexu č. 376, v regionálním pokédexu Hoenn č. 192. 
Typ:  ocelový / psychický
 Vývoj:  Beldum (od 20. úrovně) → Metang (od 45. úrovně) → Metagross
- Pokémon Regirock, japonsky Regirock (レジロック). V národním pokédexu č. 377, v regionálním pokédexu Hoenn č. 193. 
Typ:  kamenný
 Vývoj: -
- Pokémon Regice, japonsky Regice (レジアイス). V národním pokédexu č. 378, v regionálním pokédexu Hoenn č. 194. 
Typ:  ledový
 Vývoj: -
- Pokémon Registeel, japonsky Registeel (レジスチル). V národním pokédexu č. 379, v regionálním pokédexu Hoenn č. 195. 
Typ:  ocelový
 Vývoj: -
- Pokémon Latias, japonsky Latias (ラティアス). V národním pokédexu č. 380, v regionálním pokédexu Hoenn č. 196. 
Typ:  dračí / psychický
 Vývoj: -
- Pokémon Latios, japonsky Latios (ラティオス). V národním pokédexu č.381, v regionálním pokédexu Hoenn č.197. 
Typ:  dračí / psychický
 Vývoj: -
- Pokémon Kyogre, japonsky Kaioga (カイオーガ). V národním pokédexu č.382, v regionálním pokédexu Hoenn č.198. 
Typ:  vodní
 Vývoj: -
- Pokémon Groudon, japonsky Groudon (グラードン). V národním pokédexu č.383, v regionálním pokédexu Hoenn č.199. 
Typ:  zemní
 Vývoj: -
- Pokémon Rayquaza, japonsky Rayquaza (レックウザ). V národním pokédexu č.384, v regionálním pokédexu Hoenn č.200. 
Typ:  dračí / létající
 Vývoj: -
- Pokémon Jirachi, japonsky Jirachi (ジラーチ). V národním pokédexu č.385, v regionálním pokédexu Hoenn č.201. 
Typ:  ocelový / psychický
 Vývoj: -
- Pokémon Deoxys, japonsky Deoxys (デオキシス). V národním pokédexu č.386, v regionálním pokédexu Hoenn č.202. 
Typ:  psychický
 Vývoj: -